# Borak (Omiš)
Borak falu Horvátországban Split-Dalmácia megyében. Közigazgatásilag Omišhoz tartozik.

## Fekvése
Splittől légvonalban 23, közúton 28 km-re keletre, községközpontjától légvonalban 1, közúton 3 km-re délkeletre, Poljica középső részén, a Mosor-hegység déli lejtői alatt fekszik. 

## Története
Az ókorban az illírek által alapított római Oneum feküdt a helyén, melyet a 7. században betörő avarok és szlávok pusztítottak el. A középkorban része volt a 13. században alapított, úgynevezett Poljicai Köztársaságnak, mely tulajdonképpen egy jelentős autonómiával rendelkező kenézség volt. Poljica kezdetben a horvát-magyar királyok, majd 1444-től a Velencei Köztársaság uralma alá tartozott. Velence nagyfokú autonómiát biztosított a poljicai települések számára. Jogi berendezkedését az 1490-ben kibocsátott Poljicai Statutum határozta meg, mely egyúttal rögzítette határait is. A 16. század első felében került török uralom alá, ahol Poljica szintén bizonyos fokú önállóságot élvezett. A moreai háború idején szabadult fel a török uralom alól, melyet 1699-ben a karlócai béke szentesített, de Poljica autonómiájának valamely szintjét végig megőrizte. Poljica önállóságát 1807-ben a bevonuló napóleoni francia csapatok szüntették meg. Napóleon lipcsei veresége után 1813-ban a Habsburgoké lett. A településnek 1857-ben 113, 1910-ben 184 lakosa volt. 1918-ban az új szerb-horvát-szlovén állam, majd később Jugoszlávia része lett. A háború után a szocialista Jugoszláviához került. 1991 óta a független Horvátországhoz tartozik. 2011-ben a településnek 148 lakosa volt.

## Lakosság
| Lakosság változása | Lakosság változása | Lakosság változása | Lakosság változása | Lakosság változása | Lakosság változása | Lakosság változása | Lakosság változása | Lakosság változása | Lakosság változása | Lakosság változása | Lakosság változása | Lakosság változása | Lakosság változása | Lakosság változása | Lakosság változása |
| ------------------ | ------------------ | ------------------ | ------------------ | ------------------ | ------------------ | ------------------ | ------------------ | ------------------ | ------------------ | ------------------ | ------------------ | ------------------ | ------------------ | ------------------ | ------------------ |
| 1857               | 1869               | 1880               | 1890               | 1900               | 1910               | 1921               | 1931               | 1948               | 1953               | 1961               | 1971               | 1981               | 1991               | 2001               | 2011               |
| 0                  | 0                  | 133                | 144                | 141                | 150                | 0                  | 0                  | 175                | 153                | 193                | 138                | 178                | 135                | 145                | 158                |

(1857-ben, 1869-ben, 1921-ben és 1931-ben lakosságát Omišhoz számították.)

## Nevezetességei
- A Boračka glavicán áll Szent István vértanú tiszteletére szentelt temploma, melyet még a török hódítás előtt építettek. 1527-ben és 1579-ben említik írott források. A templomnak testvérisége viselte gondját, mely az 1603-as egyházi vizitáció jelentése szerint régóta fennállt. Bejárata felett körablak látható kereszttel a közepén. A homlokzat felett két harang számára épített harangtorony áll. A harangtorony sérülése miatt a harang a templom előtti állványzaton áll.
- A falu felett a tengerparton emelkedő 331 m magas sziklán állnak Omiš középkori várának, a Forticának (Starigrad) maradványai. A faluból jól megjelölt ösvény halad az erődig, ahonnan az egyik legnagyszerűbb kilátás nyílik Dalmáciának erre a részére, Brač, Hvar és Šolta szigeteire, a Cetina szurdokára és Poljica nagy részére. A Fortica amellett hogy őrhely volt menedékhelyül is szolgált a támadó ellenséggel szemben. Erről a helyről már idejekorán észlelték a közeledő ellenséget és nagyban hozzájárult ahhoz, hogy Omišt története során sohasem tudták elfoglalni.